# Mirza Ghalib
Mirza Ghalib (urdú: غاؔلب; hindi: ग़ालिब; nascut com a Mirza Asadullah Beg Khan, urdú: مرزا اسد اللہ بیگ خان; hindi: ग़ालिब; Agra, 27 de desembre de 1797 – Gali Qasim Jaan, 15 de febrer de 1869), fou un poeta de les llengües urdú i persa que visqué durant les darreries de l'imperi mogol. El seu pseudònim era Ghalib (urdú: غالب, ġhālib significa "dominant") i Asad (urdu: اسد, Asad significa "lleó"). El seu nom honorífic era Dabir-ul-Mulk, Najm-ud-Daula.
Durant la seva vida l'Imperi Mogol, ja en declivi, va ser desplaçat pels britànics i finalment deposat després de ser vençut a la Rebel·lió índia de 1857, esdeveniment que Ghalib va narrar. Va destacar pels uns quants gazals que va escriure, els quals han estat interpretats i cantats de diferents maneres per un gran nombre d'intèrprets. Ghalib, el poeta de més renom de l'era mogola, és considerat com un dels poetes més populars i influents de l'idioma urdú. A l'inici del segle XXI segueix sent un poeta popular i no només a l'Índia o al Pakistan, sinó també entre la diàspora hindustana per tot el món.

## Biografia

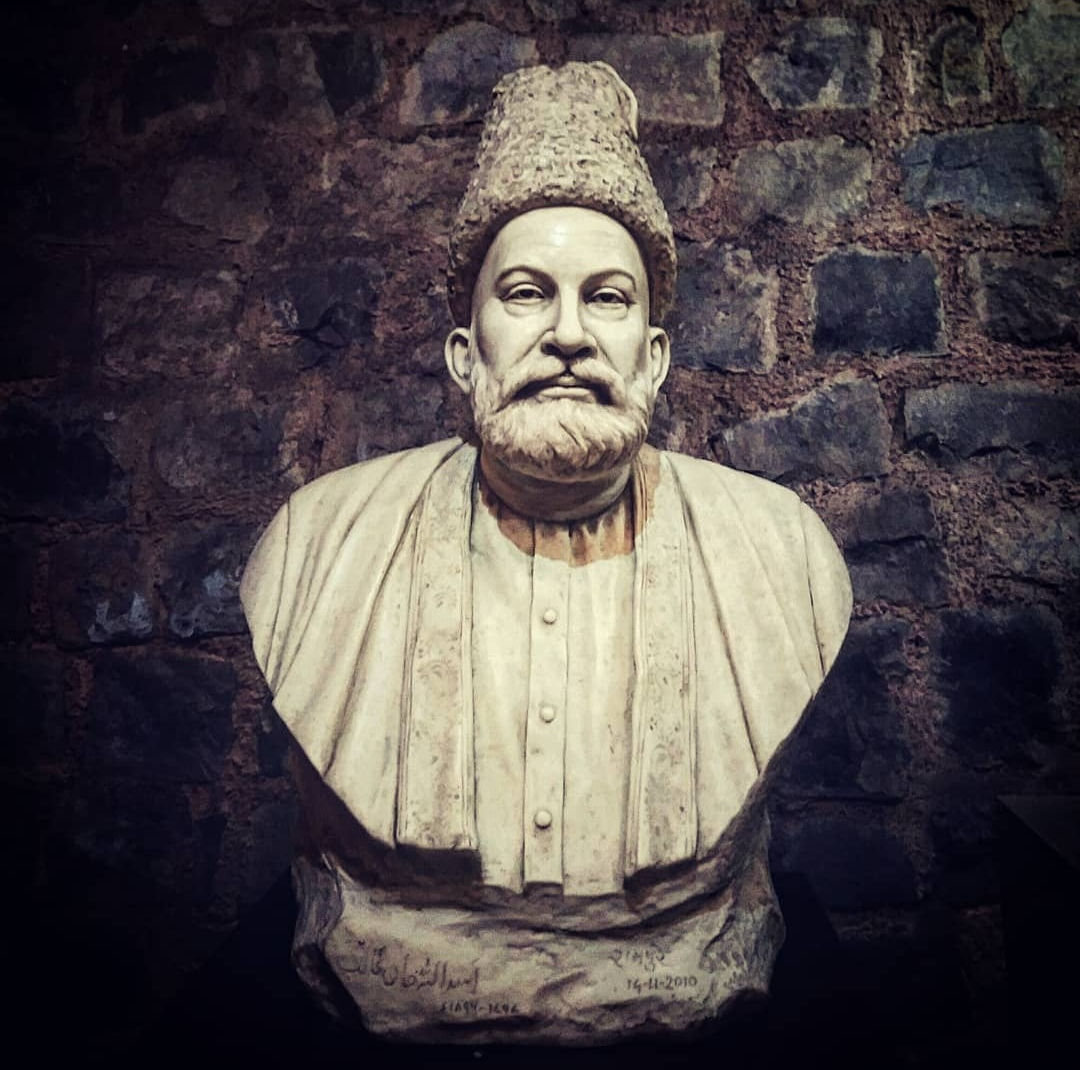
L'estàtua de Mirza Ghalib a Ghalib ki Haveli.

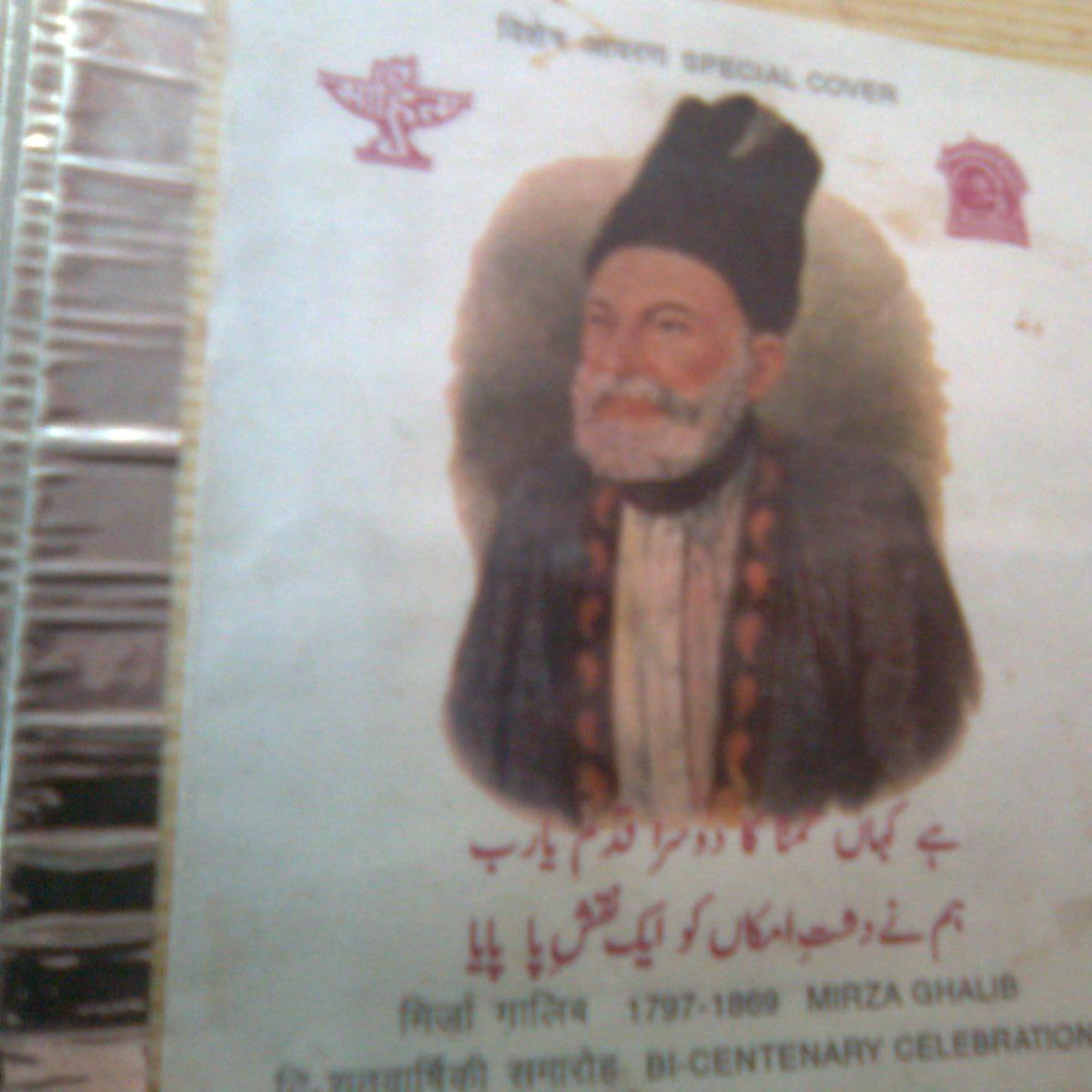
Una portada commemorativa especial de Ghalib publicada a l'Índia.

Mirza Ghalib va néixer el 27 de desembre de 1797 a Kala Mahal, Agra en una família de mogols que es van traslladar a Samarcanda (a l'actual Uzbekistan) després de la caiguda dels reis seljúcides. El seu avi patern, Mirza Qoqan Baig, era un turc seljúcida i descendent del sultà Berkyaruq que havia immigrat a l'Índia des de Samarcanda durant el regnat d’Ahmad Shah (1748–54).  Va treballar a Lahore, Delhi i Jaipur, se li va adjudicar el subdistricte de Pahasu (Bulandshahr) i finalment es va establir a Agra. Va tenir quatre fills i tres filles.
Mirza Abdullah Baig (pare de Ghalib) es va casar amb Izzat-ut-Nisa Begum, una persona d'ètnia caixmiri, i després va viure a casa del seu sogre. Primer va treballar pel Nawab de Lucknow i després per Nizam d'Hyderabad. Va morir en una batalla el 1803 a Alwar i va ser enterrat a Rajgarh, Alwar, quan Ghalib tenia poc més de 5 anys. Després va ser criat pel seu oncle Mirza Nasrullah Baig Khan, però el 1806, Nasrullah va caure d'un elefant i va morir a causa de les ferides relacionades.
El 1810, a l'edat de tretze anys, Ghalib es va casar amb Umrao Begum, filla de Nawab Ilahi Bakhsh (germà d'Ahmad Baksh Khan, el Nawab de Ferozepur Jhirka i Loharu i nebot de Qasim Jane Aviat es va traslladar a Delhi, juntament amb el seu germà petit, Mirza Yousuf, que havia desenvolupat esquizofrènia de jove i més tard va morir a Delhi durant el Setge de Delhi. Cap dels seus set fills va sobreviure més enllà de la infància. En una de les seves cartes, descriu el seu matrimoni com el segon empresonament després del confinament inicial que va ser la vida mateixa. La idea que la vida és una lluita dolorosa contínua que només pot acabar quan la vida mateixa s'acaba, és un tema recurrent en la seva poesia. Un dels seus cobles ho resumeix en poques paraules:
| « | La presó de la vida i l'esclavitud del dolor són el mateix Per què l'home hauria d'estar lliure de la tristesa abans de morir? | » |

Hi ha informacions contradictòries sobre la relació amb la seva dona. Era considerada pietosa, conservadora i temorosa de Déu.

## Carrera literària

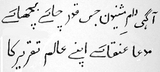
Poema de Ghalib

Va començar a escriure poesia a l'edat d'11 anys. La seva primera llengua va ser l'urdú, malgrat que a la seva llar també es parlava el persa i el turc. Des d'edat primerenca va ser educat també en l'àrab. Quan Ghalib iniciava la seva adolescència, un viatger iranià musulmà acabat de convertir (Abdus Samad, originalment amb el nom Hormuzd, un zoroastra) va arribar a Agra. Abdus es va allotjar a la casa de Ghalib durant dos anys i li va ensenyar el persa, l'àrab, filosofia i lògica.
Si bé el propi Ghalib s'enorgullia més de les seves proeses en poesia en persa, actualment és més conegut pels seus gazals en urdú. Diferents estudiosos urdús han escrit tractats i recopilacions dels seus gazals. El primer tractat va ser escrit per Ali Haider Nazm Tabatabai de Hyderabad durant el regnat de l'últim Nizam de Hyderabad. Abans de Ghalib, el gazal era en essència l'expressió d'un amor angoixat, però Ghalib hi va abordar també aspectes filosòfics, els treballs i misteris de la vida així com molts altres temes, expandint-ne àmpliament l'abast.
D'acord amb les tradicions del gazal clàssic, en la majoria del versos de Ghalib, la identitat i el gènere de l'ésser estimat son indeterminats. El crític, poeta i escriptor Shamsur Rahman Faruqui indica que la convenció de tenir la "idea" d'un amant o ser estimat en comptes d'un amant o un ésser estimat específic allibera al poeta, protagonista i amant, de les exigències del realisme. La poesia sobre l'amor en urdú des de finals del segle xvii en endavant consistirà principalment en "poemes sobre l'amor" i no "poemes d'amor", en el sentit occidental del terme.
La primera traducció a l'anglès dels gazals de Ghalib va ser Sonets d'Amor de Ghalib, escrit per Sarfaraz K. Niazi i publicat per Rupa & Co a l'Índia i Ferozsons a Pakistan. Conté la traducció completa a alfabet llatí, explicacions i un lèxic també complet.

### Cartes

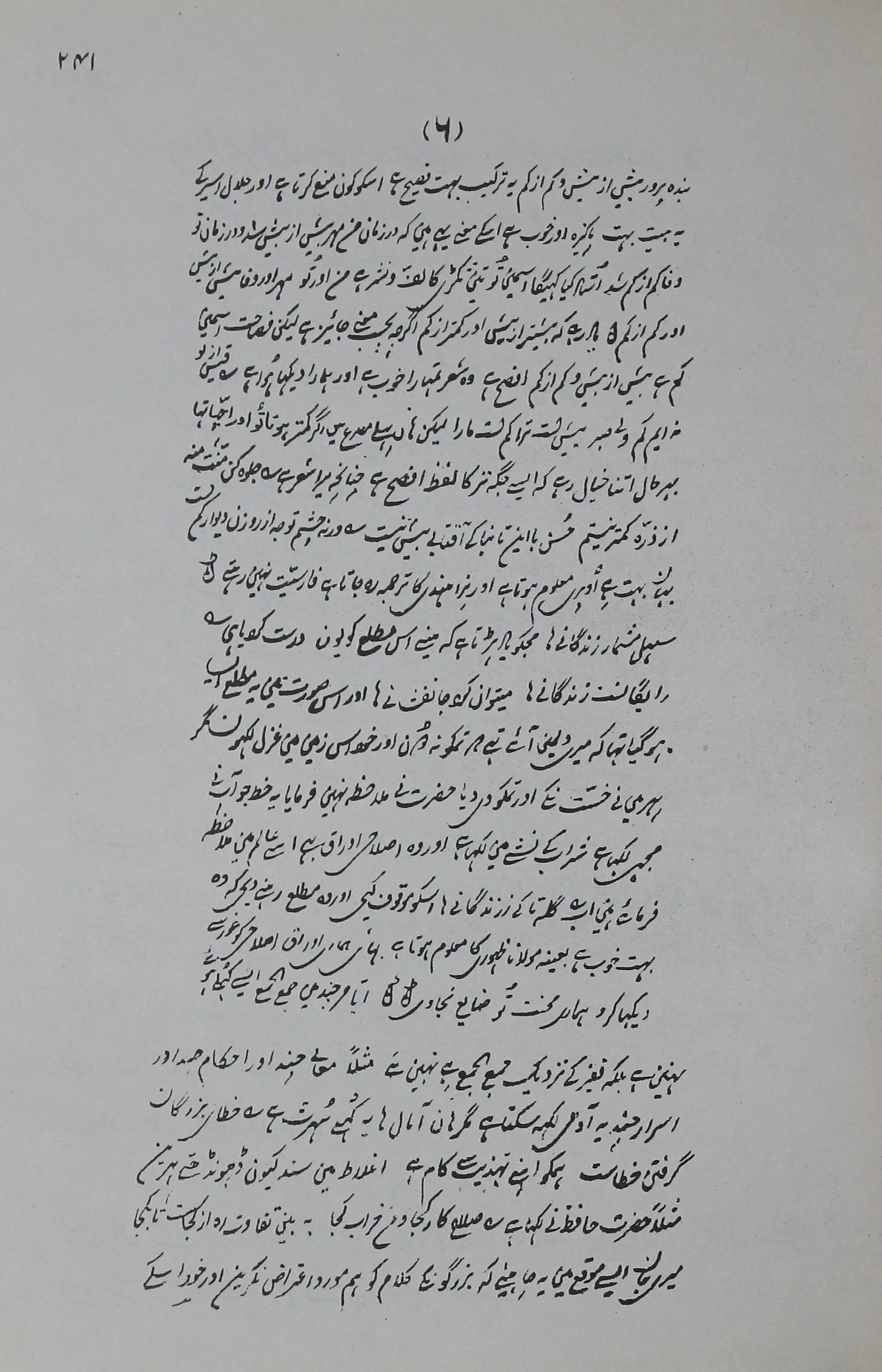
Pàgina d'una carta de Ghalib

Mirza Ghalib era un consumat escriptor de cartes. De la seva autoria no se n'inclouen només poesies, sinó també fragments de prosa. Les seves cartes van ser la base de l'urdú popular. Abans de Ghalib, les cartes escrites en urdú eren molt ornamentades. En canvi Ghalib feia que les seves cartes 'parlessin' amb l'ús de paraules i frases que feien l'efecte que estigués conversant amb el seu lector. Segons ell mateix va expressar Sau kos es ba-zaban-i-qalam baatein kiya karo aur hijr mein visaal ke maze liya karo (des de centenars de milles parla amb la llengua de la ploma i gaudeix l'alegria de la trobada tot i que aquestes separat).
Les seves cartes eren molt informals. De vegades només escrivia al començament el nom de la persona a la qual la carta anava adreçada i la començava. Tenia molt bon humor i va escriure cartes molt interessants. En una carta va expressar Main koshish karta hoon ke koi aisi baat likhoon jo padhe khush ho jaaye (vull escriure línies tals que qualsevol que les llegeixi les pugui gaudir). Alguns estudiosos sostenen que àdhuc si fos sols per les seves cartes Ghalib seguiria ocupant el mateix lloc que ostenta actualment en la literatura urdú.

## Títols mogols
El 1850, l'emperador Bahadur Shah Zafar va concedir a Mirza Ghalib el títol de Dabir-ul-Mulk (persa: دبیر الملک, lit. 'secretari d'estat'  ). L'emperador també hi va afegir el títol addicional de Najm-ud-daula (persa: نجم الدولہ  ). La concessió d'aquests títols va ser simbòlica de la incorporació de Mirza Ghalib a la noblesa de Delhi. També va rebre el títol de Mirza Nosha (persa: مرزا نوشہ) de l'Emperador, cosa que li va permetre afegir Mirza al seu nom. També va ser un cortesà important de la cort reial de l'emperador. Com que l'emperador era poeta, Mirza Ghalib va ser nomenat el seu tutor de poetes el 1854. També va ser nomenat tutor del príncep Fakhr-ud Din Mirza, fill gran de Bahadur Shah II (mort el 10 de juliol de 1856). També va ser nomenat per l’emperador com a historiador reial de la cort mogol.
Com a membre de la noblesa mogol en decadència i de la vella aristocràcia terratinent, mai va treballar per guanyar-se la vida, sinó que va viure del mecenatge reial dels emperadors mogols, del crèdit o de la generositat dels seus amics. La seva fama li va arribar pòstumament. Ell mateix havia comentat durant la seva vida que seria reconegut per les generacions posteriors. Després del declivi de l’Imperi Mogol i l'auge del Raj britànic, malgrat els seus molts intents, Ghalib mai va poder aconseguir que li retornessin la pensió completa.

## Llegat

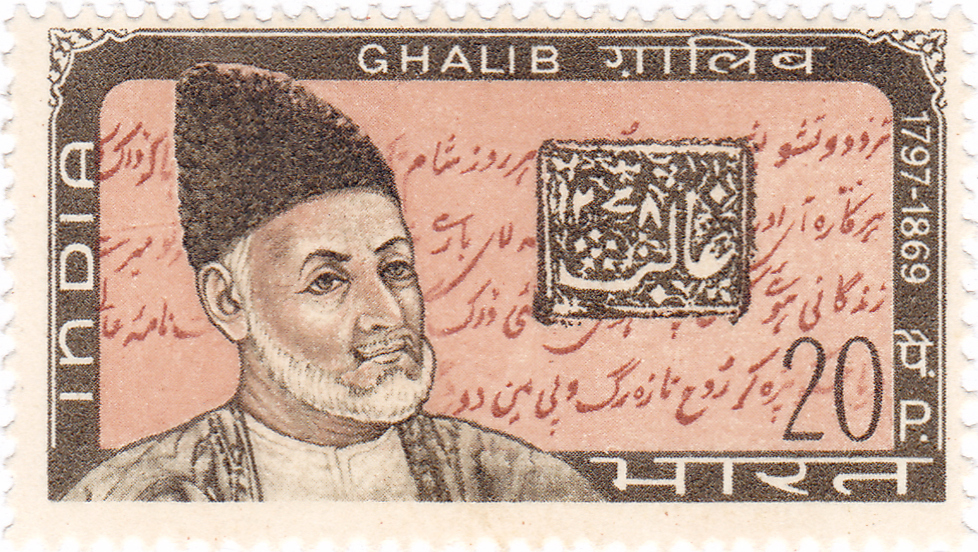
Ghalib en un segell indi de 1969.

Mestres del ghazal com Jagjit Singh, Mehdi Hassan, Iqbal Bano, Abida Parveen, Farida Khanum, Tina Sani, Madam Noor Jehan, Mohammed Rafi, Asha Bhosle, Begum Akhtar, Ghulam Ali, Lata Mangeshkar, Nusrat Fateh Ali Khan, Rahat Fateh Ali Khan han cantat els seus ghazals.
La casa on vivía a Gali Qasim Jaan, Ballimaran, Chandni Chowk, a Delhi coneguda com el Ghalib ki Haveli s'ha convertit ara en un memorial en honor a Ghalib i acull una exposició permanent sobre la seua figura.

### Llibres que expliquen la poesia de Ghalib
Hi ha hagut nombrosos llibres en urdú que intenten explicar la poesia de Ghalib, i el Dr. Sohail Baloch, un crític literari del Pakistan, n'enumera 107.

### Els ghazals de Ghalib en la música
Mestres de Ghazal com Jagjit Singh, Mehdi Hassan, Iqbal Bano, Abida Parveen, Farida Khanum, Tina Sani, Madam Noor Jehan, Mohammed Rafi, Asha Bhosle, Begum Akhtar, Ghulam Ali, Lata Mangeshkar, Ali Faten Khan Ali, Ra Khanha tenen el seu Faten Nusrat.

### Pel·lícules i sèries de televisió sobre Ghalib
Bharat Bhushan interpreta Ghalib i Suraiya interpreta el seu amant tawaif, Chaudvin a la pel·lícula Mirza Ghalib (1954). La banda sonora de la pel·lícula va ser composta per Ghulam Mohammed i les seves composicions inclouen versions dels gazals de Ghalib.
Una pel·lícula pakistanesa anomenada Ghalib es va estrenar el 1961. La pel·lícula va ser dirigida i produïda per Ataullah Hashmi per a SK Pictures. La música va ser composta per Tassaduq Hussain. La pel·lícula va protagonitzar la superestrella del cinema pakistanès Sudhir interpretant Ghalib i Madam Noor Jehan interpretant el seu amant tawaif, Chaudvin. La pel·lícula es va estrenar el 24 de novembre de 1961 i va assolir un estatus mitjà a taquilla, però la música continua sent memorable al Pakistan.
Gulzar va produir una sèrie de televisió, Mirza Ghalib (1988), emesa per DD National. Naseeruddin Shah va interpretar el paper de Ghalib a la sèrie, i incloïa gazals cantats i compostos per Jagjit Singh i Chitra Singh. La música de la sèrie ha estat reconeguda des de llavors com l'obra mestra de Jagjit Singh i Chitra Singh, i gaudeix d'un seguiment de culte al subcontinent indi.
Un altre programa de televisió, Mirza Ghalib: The Playful Muse, es va emetre a DD National el 1989; uns quants ghazals de Ghalib van ser interpretats en diferents estils musicals per cantants i músics a cada episodi.

### Obres de teatre

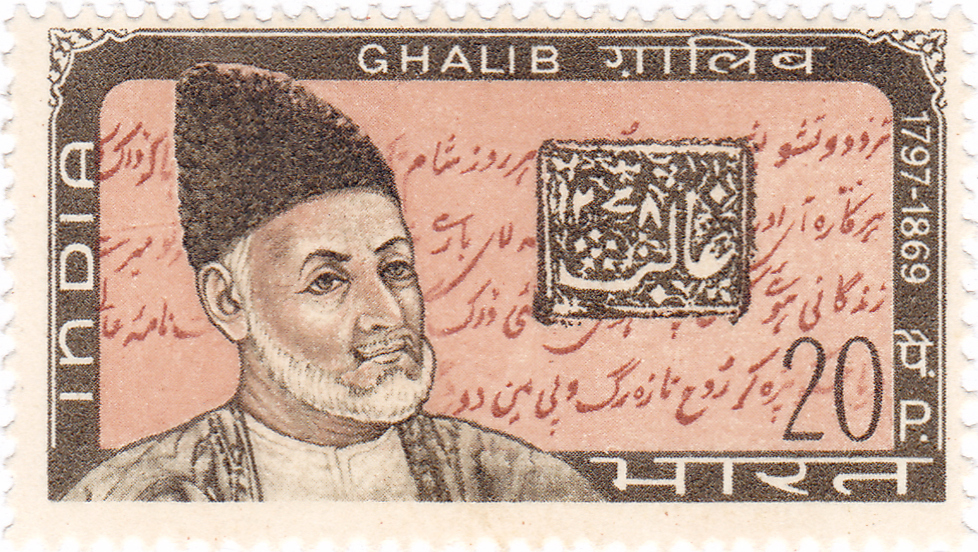
Ghalib en un segell de l'Índia de 1969

La vida de Ghalib és el tema de diverses obres que es representen regularment al nord de l'Índia i al Pakistan, inclosa Ghalib a Nova Delhi, que s'ha representat més de 500 vegades des de la seva estrena el 1997. Altres obres escèniques inclouen l'obra pakistanesa Dozakhnama d'Azad Theatre, que retrata una trobada fictícia entre Ghalib i Saadat Hasan Manto a l'infern. Aquestes obres es basen en les seves relacions personals i professionals, així com en interpretacions ficcionalitzades de la seva vida.
Des dels dies del Teatre Parsi i del Teatre Hindustani, la primera fase de la seva representació teatral va culminar amb la producció de Sheila Bhatia, escrita per Mehdi Saheb. Mohd Ayub va interpretar aquest paper tantes vegades que molts espectadors de teatre l'anomenaven Ghalib. La producció de Sheila Bhatia va celebrar els seus famosos ghazals, que solien presentar-se un rere l'altre. El personatge de Ghalib mancava de subtilesa i se'l mostrava fent dones amb la cortesana Chaudvin, famosament interpretada pel cantant punjabi Madan Bala Sandhu. Més tard, Begum Abida Ahmed, esposa del difunt president Fakhruddin Ali Ahmed, va donar suport a moltes produccions molt costoses. Aquest va ser potser el període daurat de les obres que celebraven la vida de Ghalib, incloent-hi moltes altres produccions com l'obra de Surendra Verma que va ser representada per l’Escola Nacional de Teatre. Qaid-e-Hayat (Empresonament de per vida, 1983), escrita per Surendra Verma, parla de la vida personal del poeta Ghalib, incloent-hi les seves dificultats financeres i el seu tràgic amor per Katiba, una cal·lígrafa que estava treballant en el seu diwan. Al llarg dels anys, ha estat dirigida per nombrosos directors de teatre, entre ells Ram Gopal Bajaj el 1989, a l'Escola Nacional de Teatre. En aquest període també es van representar nombroses produccions universitàries i col·legials interpretades per grups d'estudiants. Entre els escriptors els guions dels quals van ser populars durant aquest període hi ha Jameel Shaidai, Danish Iqbal i Devender Singh. Ghalib també va inspirar una cadena de comèdies. Una d'aquestes comèdies clàssiques és Ghalib a Nova Delhi, que ha estat representada més de tres-centes vegades pel Dr. Sayeed Alam. L'obra Main Gaya Waqt Nahin Hoon de Danish Iqbal i l'obra Ghalib Ke Khutoot de Sayeed encara es representen a diverses ciutats de l'Índia. El nom de l'obra «Main Gaya Waqt Nahin Hoon» es va canviar posteriorment a «Anti-National Ghalib», que ha tingut diverses representacions d'èxit a DelhiNCR. Ara es produeix sota la bandera de la Fundació Aatrangi Pitaara.
La difunta Sheila Bhatia va iniciar aquesta tendència en produccions sobre Ghalib, a Delhi.

### La poesia de Ghalib al cinema
La pel·lícula Masaan del 2015 conté uns quants exemples de poesia i shaayari de Ghalib, juntament amb obres d’Akbar Allahabadi, Basheer Badr, Chakbast i Dushyant Kumar. Explicant això com un homenatge conscient, el lletrista de la pel·lícula, Varun Grover, va explicar que volia mostrar el personatge de Shaalu (interpretat per Shweta Tripathi) com una persona que té com a afició llegir poesia i shaayari hindi, ja que aquesta és una afició comuna dels joves del nord de l'Índia, especialment quan estan enamorats, però aquest aspecte poques vegades es mostra a les pel·lícules hindi.

### Doodle de Google
El motor de cerca Google va commemorar el 220è aniversari del seu naixement amb un doodle especial a la seva pàgina d'inici a l'Índia el 27 de desembre de 2017.

### Estàtua a Jamia Millia Islamia, Delhi

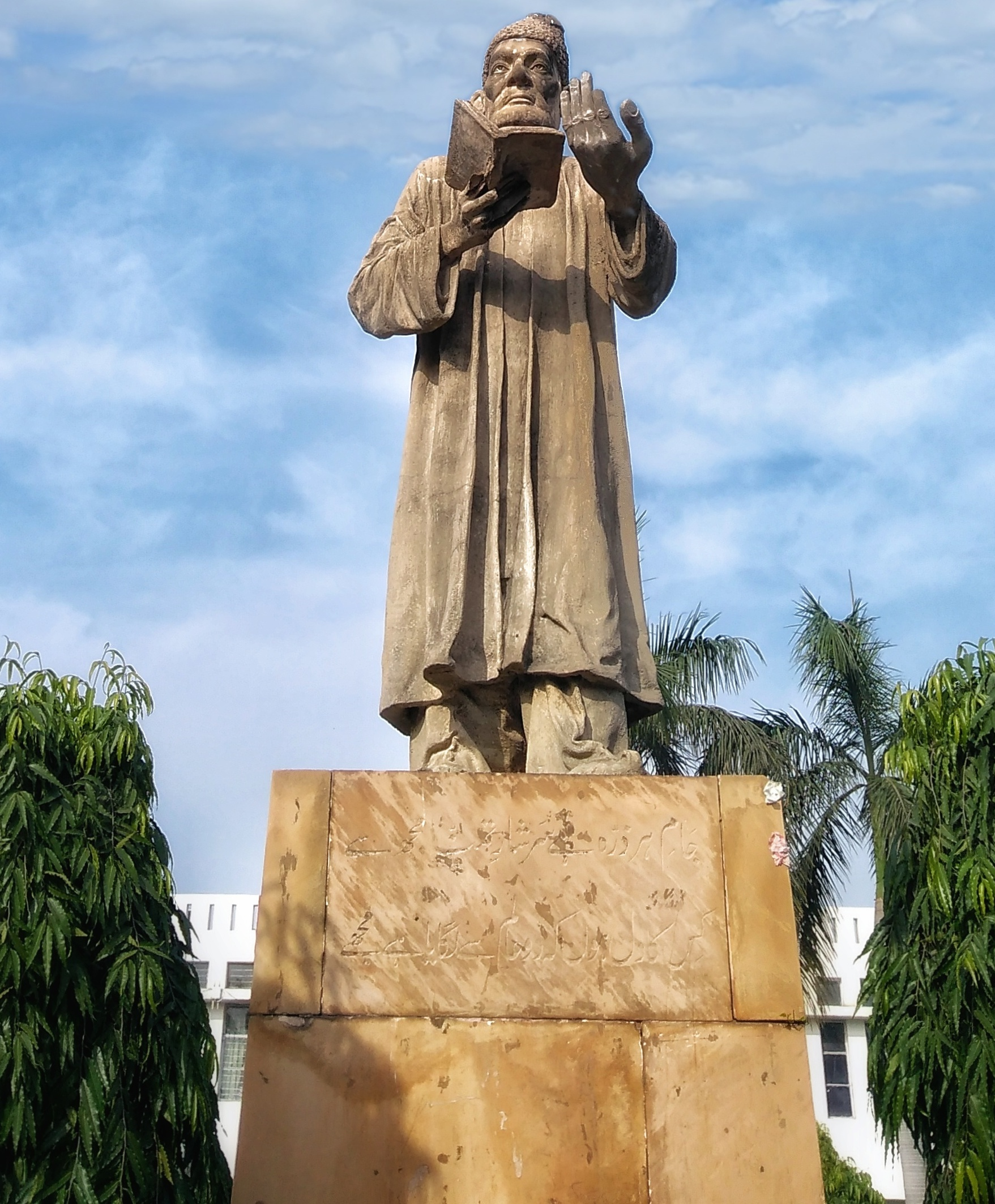
Estàtua de Ghalib a la Jamia Millia Islamia

Una estàtua de Ghalib va ser inaugurada a principis del 2000 a Jamia Millia Islamia a Delhi. L'estatus descriu Mirza Ghalib com un gran poeta urdú. Està situat dins de la porta número set del campus universitari.

### Mural a Mumbai, Índia
El 21 de gener de 2019 es va inaugurar un mural (o relleu) a Mirza Ghalib Road (anteriorment coneguda com a Clare Road), a la localitat de Nagpada de Bombai. El mural mesura 30 x 12m representa la vida i les obres de Ghalib. També descriu l'impacte que Ghalib va tenir en la poesia i l'art a l'Índia. El mural es troba fora d'un jardí municipal a prop de la zona de Madanpura de Mumbai, que antigament va ser un centre d'art, literatura, escriptors i poetes.